# Büchen (stacja kolejowa)
Büchen – stacja kolejowa w Büchen, w kraju związkowym Szlezwik-Holsztyn, w Niemczech. Znajdują się tu 3 perony.